# Ясаков, Сергей Сергеевич
Сергей Сергеевич Ясаков (3 февраля 1970, Пехра-Покровское, Балашихинский район, Московская область) — советский и  российский хоккеист, защитник, Мастер спорта России. Тренер.

## Биография
Воспитанник хабаровской школы «Юность», тренер Валерий Дементьев. Серебряный призёр молодёжного чемпионата СССР 1987/88 в составе ЦСКА. Бо́льшую часть карьеры — 16 сезонов (1987/88 — 2000/01, 2002/03 — 2003/04) — провёл в хабаровской команде СКА — СКА-«Амур» — «Амур». Вместе с клубом в 1989 году вышел в первую лигу, а в 1996 году — в Суперлигу, забив «золотой» гол в ворота «Дизеля» (1:1).
Играл обеими руками, обладал пушечным щелчком. Забил за хабаровский клуб около 150 шайб, сделал 16 дублей и один хет-трик.
Выступал также за «Металлург» Новокузнецк (2001/02), «Голден Амур» (2004/05), «Мотор» Барнаул (2005/06), «Автомобилист» Екатеринбург и «Кедр» (2006/07).
Тренер в школе «Амура».